# Agricultura d'Angola

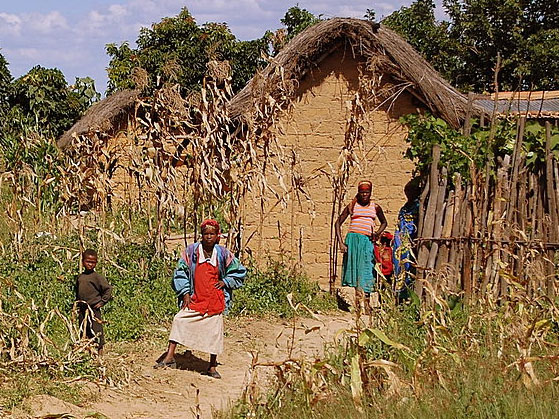
Apicultors angolesos

L'agricultura d'Angola té un gran potencial pels sòls fèrtils, un clima favorable i unes 58 milions d'hectàrees de sòl agrícola, incloses més de cinc milions d'hectàrees de terra cultivable. Els principals cultius son cassava, banana, blat de moro, moniato, pinya i canya de sucre.
Des de la fi de la guerra civil el 2002, l'agricultura d'Angola va començar a tornar a expandir-se amb el retorn de la inversió estrangera. No obstant això, la productivitat a les zones rurals creix difícilment i molt a poc a poc: No es poden conrear zones grans a causa de les mines terrestres, la infraestructura defectuosa i els pocs incentius perquè les persones tornin a l'agricultura. Entre 2003 i 2004 es van conrear només 2,9 milions d'hectàrees dels 58 milions disponibles, que van pujar al 8% en 2015. La contribució de l'agricultura al producte interior brut (PIB), inclosa la silvicultura i la pesca, ha estat del 8 per cent. Tanmateix, dos terços de la població encara depenen de l'agricultura per aliments, ingressos i ocupació. Prop del 90% dels agricultors de tot el país són petits productors. Conreen terres molt petites, amb molt baixa productivitat.

## Història

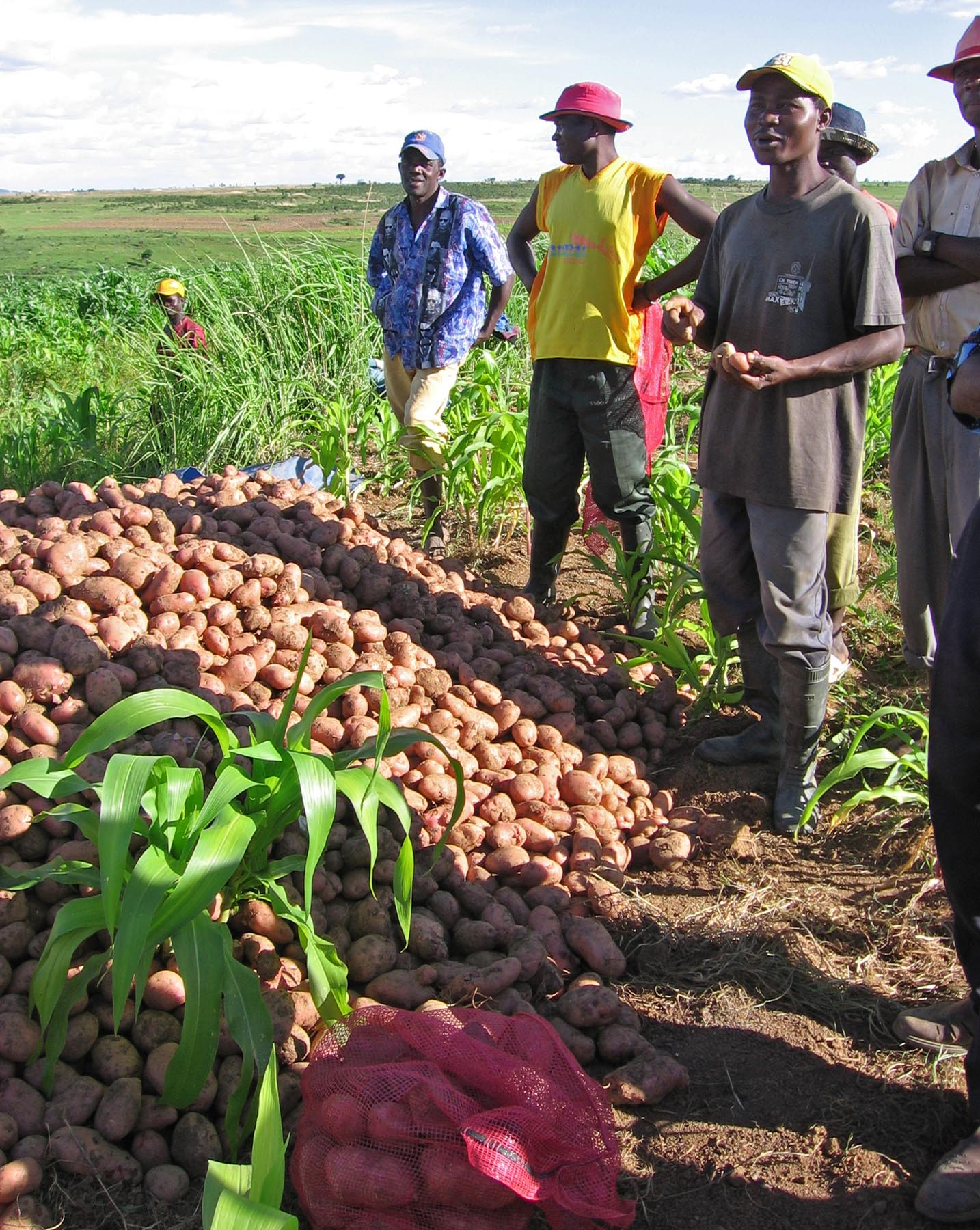
Agricultors de patata angolesos, 2011

La Guerra Civil angolesa (1975-2002) i el consegüent deteriorament de l'economia rural i l'abandonament del sector agropecuari van donar el cop final de la productivitat agrícola del país. Durant la guerra civil, la majoria dels petits agricultors van tornar a l'agricultura de subsistència. Angola ha estat depenent d'importació de productes agroalimentaris des de 1977 i va ser molt depenent fins al final de la guerra. A l'acabament del període colonial es van produir a Angola una varietat de cultius i bestiar. Al nord, es cultivava mandioca, cafè i cotó; a les terres altes centrals, blat de moro; i al sud, on la pluja és més baixa, prevalia la ramaderia. A més, les grans plantacions comercialitzades per empreses agrícoles portugueses van produir oli de palma, canya de sucre, plàtans i sisal. Els pagesos locals també van produir aquests cultius i van vendre els seus excedents als comerciants portuguesos a canvi de subministraments. Les empreses agroalimentàries van dominar la comercialització d'aquests cultius, però, van gaudir d'un suport substancial del govern colonial en forma d'ajuda tècnica, instal·lacions de reg i crèdit financer. La gran majoria dels cultius era venuda a les ciutats o exportada.
Abans de 1975 Angola tenia una important tradició d'agricultura familiar i era autosuficient en tots els principals cultius alimentaris, excepte el blat. El país va exportar cafè i blat de moro, així com com sisal, banana, tabac i cassava. Als anys noranta la producció de cafè es fa esfondrar fins a menys de l'u per cent del volum dels anys setanta, mentre que la producció de cotó, tabac i canya de sucre havien cessat gairebé completament. Els baixos preus del mercat mundial i la manca d'inversió van limitar severament el sector després de la independència. Més de vint-i-cinc anys de Guerra Civil (1975-2002) van destruir l'economia rural el sector agropecuari.
La marxa dels agricultors i comerciants portuguesos després de la independència va minar la productivitat agrícola. Com a resposta, el govern va establir granges estatals en terrenys antigament propietat dels portuguesos i va establir la Emprêsa Nacional de Comercialização e Distribuição de Produtos Agrícolas (Encodipa) per mantenir el sistema de comerç rural. Tanmateix, cap de les dues mesures va tenir èxit, i el 1984, el govern va començar a eliminar progressivament les explotacions estatals i promoure l'agricultura familiar i privada. El desembre de 1985, el govern també va posar la major part del comerç rural en mans privades. Per ajudar els camperols, el govern va establir estacions de desenvolupament agrícola i va proporcionar crèdits bancaris per a projectes a petita escala. Diversos centenars de granges estatals es van transmetre a associacions de pagesos en una forma embrionària de cooperativa. L'associació compraria o llogaria eines d'ús compartit, compartiria iniciatives de comercialització per enfortir els preus i compartiria el transport. El 1985, la Direcció de Màrqueting Agrícola controlava 4.638 cooperatives agrícoles i 6.534 associacions de pagesos; però d'aquestes, només 93 cooperatives i 71 associacions estaven operatives.
A la fi dels anys vuitanta, el país va tenir problemes seriosos per ressuscitar la producció agrícola. Per a l'any 1988, la sortida dels retornats lusoangolesos, la despoblació rural i l'aïllament de les zones agropecuàries per la infraestructura mancant havien parat gairebé totalment els cultius comercials com el cafè i el sisal, així com les cereals de subsistència. La producció es va estancar a causa de les dificultats de comercialització i transport; escassetat de llavors, fertilitzants i productes de consum per al comerç amb pagesos; i l'impacte de la guerra en la sembra, la collita i els rendiments. Les mines terrestres i la por als atacs van obligar els camperols a reduir les àrees de cultiu, especialment als camps allunyats dels pobles, i abandonar l'esperança de recollir algunes zones plantades. D'altra banda, la migració interna dels camperols cap a zones més segures ha donat com a resultat la sobre-cultivació i la baixa del rendiment.
Malgrat aquests obstacles, hi va haver alguns èxits. La relativament segura província de Huíla va mantenir un bon nivell de producció. El canvi d'una política de granges estatals ineficients cap a una política d'estímuls individuals i d'equip compartit va ser un bon inici. El 1987, hi havia vint-i-cinc oficines de desenvolupament que proporcionaven serveis als productors camperols en deu províncies, i es van establir quatre més.

## Cafè
En cap part el descens de la producció ha estat més dramàtic que en el del cafè. Antigament l'exportació líder a Angola, l'any 1985 les exportacions de cafè havien baixat fins al 8 per cent del seu nivell de 1973. Sota el domini colonial, prop de 2.500 granges comercials i 250.000 camperols eren involucrats en el cultiu del cafè. Durant els combats del 1975-76, els propietaris, els directius i tècnics especialitzats, així com la major part de la força laboral migratòria, van abandonar les plantacions que van ser nacionalitzades. El fet de patir una manca de gestió especialitzada i d'escassetat de mà d'obra disponible a les zones rurals han provocat que aquestes explotacions de cafè hagin continuat amb pèrdues. El 1985 les trenta-quatre empreses de cafè estatals van produir només 8.890 tones de cafè i depenien dels subsidis del govern per mantenir-se en el negoci. El govern va comercialitzar només 4.700 tones de productors camperols durant aquest any.
El 1983, el govern va adoptar un programa d'emergència per reactivar la indústria del cafè. Les empreses de cafè locals, en comptes de l'Emprêsa Nacional de Café (Encafe), es van encarregar de gestionar les granges estatals del cafè i, per fomentar una major eficiència, la superfície cultivada es va reduir a menys d'una cinquena part de la zona abandonada pels grans productors de cafè comercials al moment de la independència. Les ajudes per aquests esforços s'han obtingut de la Caisse Centrale de Coopération Economique (CACE) i dues organitzacions de l'ONU, el Programa Mundial d'Aliments (PMA) i l'Organització de les Nacions Unides per a l'Agricultura i l'Alimentació (FAO). El PMA va subministrar 14,3 milions de dòlars en un pla de cinc anys (1983-1987) per pagar als treballadors del cafè en aliments i no en moneda local per tal de desanimar l'absentisme laboral, un dels problemes més greus de la indústria. A més, el govern, com a part del seu programa de la teoria liberal de la liberalització econòmica, estava en procés de transmetre el comerç del cafè en organitzacions locals, en lloc de nacionals.
Tot i aquests esforços, però, l'any 1985, les granges de cafè estatals encara tenien gairebé el 50% de la força laboral requerida a causa de la despoblació rural i dels salaris poc atractius, pagats en quantitats gairebé inútils de kwanzes. La indústria seguia plagada per la insurrecció d'UNITA, els atacs dels quals havien causat danys de fins a quatre milions de dòlars en les plantacions de cafè l'any 1985 així com pel deteriorament general de la infraestructura econòmica. Els alts preus per al transport de cafè i maquinària i la manca d'instal·lacions per espellofar el cafè van desaccelerar i van augmentar el cost de tot el procés de producció. Alguns gerents de plantacions es van queixar que els seus treballadors no eren productius, no només per l'absentisme sinó també per la seva edat avançada.
El declivi de les exportacions de cafè a mitjan anys vuitanta es va deure, en gran manera, a l'esgotament de les existències que abans havien esmorteït les exportacions a mesura que disminuïa la producció. Les exportacions a membres de l'Organització Internacional del Cafè (ICO) s'han mantingut bastant estables des de 1983, ans al contrari han declinat a membres de fora de l'ICO, dels quals Alemanya Oriental que ha estat, per sobre d'altres, el mercat més important a la fi dels anys vuitanta. La caiguda de les vendes al mercat no pertanyent a l'ICO ha erosionat els guanys del cafè, ja que tradicionalment aquestes vendes han estat a preus molt més alts que els dels membres de l'ICO. Des del febrer de 1986 fins a l'agost de 1987, els preus indicadors de l'ICO van disminuir amb més d'un 20 per cent.

## Cultius alimentaris i ramaderia
La disminució de la producció de productes alimentaris comercialitzats i el ràpid creixement de la població urbana han provocat una crisi alimentària a les ciutats. A mitjan anys vuitanta els habitants urbans depenien gairebé exclusivament d'importacions de cereals, i aproximadament 600.000 persones desplaçades rurals eren completament dependents de l'ajuda alimentària dels donants estrangers. La producció local de cereals només responia a la meitat de la demanda nacional el 1986 i només va assolir unes 300.000 tones, aproximadament el 60 per cent de la mitjana anual a mitjan anys setanta. La disminució de la producció va ser el resultat de problemes generals associats a la guerra, incloent el deteriorament del transport i la manca d'incentius de mercat per als productors camperols. A la fi dels anys vuitanta la malnutrició estava molt estesa.
De la mateixa manera, la producció ramadera ha disminuït. Hi ha ramaderia de bestiar i de porcs, però la producció va caure de 36.500 tones sacrificades el 1973 a només 5.000 tones a principis dels vuitanta. Aquesta gran disminució va ser el resultat d'una combinació de factors, inclosa la sortida dels agricultors comercials, l'augment de la ruptura de la guerra i el deteriorament de les instal·lacions i serveis, especialment les vacunes, crucials per a la producció ramadera.